# Mark Wells
Pour les articles homonymes, voir Wells.
Mark Ronald Wells, né le 18 septembre 1957 à Saint Clair Shores (Michigan) et mort le 18 mai 2024 à Escanaba (Michigan), est un joueur  américain de hockey sur glace qui joue en position de centre. Lors des Jeux olympiques d'hiver de 1980 à Lake Placid, il remporte la médaille d'or.

## Biographie
Mark Wells meurt dans sa résidence à Escanaba dans le Michigan le 18 mai 2024 à l'âge de 66 ans,.

## Statistiques en carrière

### En club
| Saison    | Équipe                          | Ligue         |    | Saison régulière | Saison régulière | Saison régulière | Saison régulière | Saison régulière |   | Séries éliminatoires | Séries éliminatoires | Séries éliminatoires | Séries éliminatoires | Séries éliminatoires |
| Saison    | Équipe                          | Ligue         | PJ | B                | A                | Pts              | Pun              | PJ               | B | A                    | Pts                  | Pun                  |                      |                      |
| 1974-1975 | Red Wings Junior de Détroit     | SOJHL         |    |                  |                  |                  |                  | -                | - | -                    | -                    | -                    |                      |                      |
| 1975-1976 | Falcons de Bowling Green        | NCAA          | 32 | 17               | 27               | 44               | 10               | -                | - | -                    | -                    | -                    |                      |                      |
| 1976-1977 | Falcons de Bowling Green        | NCAA          | 39 | 23               | 36               | 59               | 20               | -                | - | -                    | -                    | -                    |                      |                      |
| 1977-1978 | Falcons de Bowling Green        | NCAA          | 38 | 11               | 34               | 45               | 33               | -                | - | -                    | -                    | -                    |                      |                      |
| 1978-1979 | Falcons de Bowling Green        | NCAA          | 45 | 26               | 57               | 83               | 30               | -                | - | -                    | -                    | -                    |                      |                      |
| 1979-1980 | États-Unis                      | International | 22 | 7                | 6                | 13               | 2                | -                | - | -                    | -                    | -                    |                      |                      |
| 1979-1980 | Voyageurs de la Nouvelle-Écosse | LAH           | 9  | 1                | 0                | 1                | 0                | -                | - | -                    | -                    | -                    |                      |                      |
| 1979-1980 | Generals de Flint               | LIH           | 19 | 9                | 13               | 22               | 19               | -                | - | -                    | -                    | -                    |                      |                      |
| 1980-1981 | Nighthawks de New Haven         | LAH           | 67 | 14               | 29               | 43               | 22               | -                | - | -                    | -                    | -                    |                      |                      |
| 1981-1982 | Komets de Fort Wayne            | LIH           | 19 | 3                | 10               | 13               | 8                | -                | - | -                    | -                    | -                    |                      |                      |
| 1981-1982 | Stars d'Oklahoma City           | LCH           | 14 | 1                | 1                | 2                | 6                | -                | - | -                    | -                    | -                    |                      |                      |
| 1981-1982 | Generals de Flint               | LIH           | 6  | 0                | 1                | 1                | 6                | -                | - | -                    | -                    | -                    |                      |                      |

### En équipe nationale
| Année | Équipe     | Événement       |   | PJ | B | A | Pts | Pun           |  | Résultat |
| 1980  | États-Unis | Jeux olympiques | 7 | 3  | 2 | 5 | 8   | Médaille d'or |  |          |

## Palmarès
- Médaille d'or aux Jeux olympiques de Lake Placid en 1980